# Base Léonore

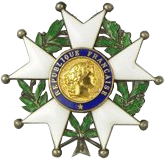

Die Base Léonore (deutsch Léonore-Datenbank) ist eine Datenbank des französischen Kulturministeriums, die Datensätze von Mitgliedern der Ehrenlegion auflistet. Der Name der Datenbank ein Akronym aus Lé (Legion) und honore (Ehre).
Die Base Léonore umfasst eine Sammlung von Dokumenten zu für die Legion nominierten oder aufgenommenen Personen, seit ihrer Stiftung durch Napoleon Bonaparte am 19. Mai 1802 bis zum Jahr 1977. Die Dossiers werden in den Nationalarchiven Frankreichs bzw. der Grande Chancellerie de la Légion d’honneur aufbewahrt. Die Aufzeichnungen zu den Legionären, die vor 1954 starben, vor allem zwischen 1930 und 1954, sind in Fontainebleau archiviert. Sie sind digitalisiert und online verfügbar. Für 380.444 Personen sind über die Datenbank ausführliche Online-Dossiers verfügbar.
Die Einträge können entweder über ein Suchformular erschlossen werden oder über thematische Listen, die alphabetisch sortiert sind. Ein Datensatz verzeichnet zu jedem Legionär den Nachnamen, den Nachnamen der Ehefrau, den Geburtsort oder das Département. Die Informationen der 84 Legionäre, deren Dateien bei der Grande chancellerie de la Légion d’honneur, können separat recherchiert werden.